# Калины (Закарпатская область)
Кали́ны (укр. Калини) — село в Дубовской поселковой общине Тячевского района Закарпатской области Украины.

## История
В советское время здесь действовал плодоперерабатывающий пункт Тересвянского соко-винного завода.
Население по переписи 2001 года составляло 5844 человека.